# 長臂鰻鬍鰻
長臂鰻鬍鯰，為輻鰭魚綱鯰形目塘虱魚科的其中一種，被IUCN列為極危保育類動物，分布於亞洲馬來半島南方及蘇門答臘島的淡水流域，體長可達6.5公分，棲息在沿岸的沼澤或死水區。

## 扩展阅读
維基物種上的相關：長臂鰻鬍鯰